# Редькино (Рузский городской округ)
Редькино — деревня в Рузском районе Московской области, входящая в сельское поселение Колюбакинское. Население — 9 чел. (2010). До 2006 года Редькино входило в состав Барынинского сельского округа
Деревня расположена в центральной части района, примерно в 10 километрах к северо-востоку от Рузы, по правому берегу реки Малиновки (приток Озерны), высота центра над уровнем моря 204 м. Ближайшие населённые пункты — Орешки — около 1 км на юго-запад и Никольское в 0,5 км на запад.

## Население
| 2002 | 2006 | 2010 |
| ---- | ---- | ---- |
| 3    | →3   | ↗9   |